# Familie 13
Familie 13, in der griechischen Textausgabe von Nestle-Aland mit dem Sigel {\displaystyle f}13 gekennzeichnet, Hermann von Soden verwendet Ii, ist eine umfangreiche und wichtige Gruppe von griechischen Minuskelhandschriften des Neuen Testaments. Benannt ist sie nach Minuskel 13 aus dem 13. Jahrhundert.
Die Textkritik kann anhand der verschiedenen Lesarten ein Stemma, also eine Art Stammbaum erstellen, bei dem festgestellt wird, von welcher Vorlage ein Text herstammt. Textfamilien tragen besondere Merkmale, die sie von anderen Handschriften unterscheiden und die beweisen, dass sie alle von einer einzigen Vorlage herkommen. Zur Familie 13 gehören nach Nestle-Aland die Minuskeln 13, 69, 124, 174, 230, 346, 543, 788, 826, 983, 1689, 1709 und weitere Manuskripte. Sie wurde in Kategorie III klassifiziert. Sie repräsentiert wie Familie {\displaystyle f}1 den sogenannten Cäsareanischen Texttyp, der aber nicht bei allen Forschern als eigenständiger Texttyp anerkannt wird. Die Perikope Jesus und die Ehebrecherin ist in diesen Manuskripten nach Lukas 24:53 angeordnet und nicht Bestandteil des Johannesevangeliums, wie es dem westlichen Texttyp entspricht.

## Geschichte der Erforschung
Johann Jakob Wettstein konnte eine enge Beziehung zwischen 13 und 69 feststellen, eine Beziehung zwischen 13 und 124 entdeckte Treschow und Andreas Birch entdeckte Beziehungen zwischen 69 und 124. William Hugh Ferrar (1826–1871) stellte zum ersten Mal die vier Handschriften 13, 69, 124 und 346 in eine gemeinsame Gruppe und rekonstruierte aus diesen Schriften eine Vorlage mit einem eigenen, weit zurückreichenden Text und mit besonderen Lesarten. Von ihm trägt die Familie auch den Namen Ferrar-Gruppe. Im Laufe der Zeit wurden weitere Handschriften der Gruppe zugeordnet. Die letzten Veröffentlichungen zum Thema stammen von Barbara Aland. Einige Manuskripte in Albanien sind erst seit 2008 der Forschung zugänglich und vermutlich befinden sich dort weitere Zeugen dieser Textfamilie.
| GA-Nr. | Alter   | Inhalt               | Institution                                        | Ort           | Land                  |
| ------ | ------- | -------------------- | -------------------------------------------------- | ------------- | --------------------- |
| 13     | 13. Jh. | Evangelien           | Bibliothèque nationale de France, Gr. 50           | Paris         | Frankreich            |
| 69     | 15. Jh. | Neues Testament      | Town Mus., Cod. 6 D 32/1                           | Leicester     | Großbritannien        |
| 124    | 12. Jh  | Evangelien           | Österreichische Nationalbibliothek, Theol. Gr. 188 | Wien          | Österreich            |
| 174    | 1052    | Evangelien           | Vatikanische Apostolische Bibliothek, gr. 2002     | Rom           | Vatikan               |
| 230    | 1013    | Evangelien           | Escorial, y, III, 5                                | Escorial      | Spanien               |
| 346    | 12. Jh  | Evangelien           | Ambrosiana, S. 23                                  | Mailand       | Italien               |
| 543    | 12. Jh  | Evangelien           | Ann Arbor Univ. Ms 15                              | Michigan      | USA                   |
| 788    | 11. Jh  | Evangelien           | Nationalbibliothek 74                              | Athen         | Griechenland          |
| 826    | 12. Jh  | Evangelien           | Biblioteca Statale del Monumento Nazionale A.α.3   | Grottaferrata | Italien               |
| 828    | 12. Jh  | Evangelien           | Biblioteca Statale del Monumento Nazionale A.α.5   | Grottaferrata | Italien               |
| 983    | 12. Jh  | Evangelien           | Esphigmenu, 29                                     | Athos         |                       |
| 1689   | 13. Jh  | Evangelien           | Academy of Sciences Library 1TG 3                  | Prag          | Tschechische Republik |
| 1709   | 12. Jh  | Teil von Johannesev. | Staatsarchiv Kod. Br. 19, fol. 141-194             | Tirana        | Albanien              |